# الحسين حسام الدين بن إدريس عماد الدين
الحسين حسام الدين بن إدريس عماد الدين كان الداعي المطلق الحادي والعشرون للإسماعيليين الطيبيين في اليمن من 1512 إلى 1527.

## الحياة
خلف أخاه الحسن بدر الدين الثاني في عام 1512، وظل في المنصب حتى وفاته في عام 1527، عندما خلفه ابنه علي شمس الدين الثالث.